# Kanton Carcassonne-2
 Carcassonne-2  is een kanton van het Franse departement Aude. Het kanton maakt deel uit van het Arrondissement Carcassonne. In 2021 telde het 21.679 inwoners.

Het kanton werd gevormd ingevolge het decreet van 21 februari 2014 , met uitwerking op 22 maart 2015, met Carcassonne als hoofdplaats.

## Gemeenten
Het kanton omvat de volgende gemeenten:
- Carcassonne (oostelijk deel)
- Cavanac
- Cazilhac
- Couffoulens
- Leuc
- Mas-des-Cours
- Palaja
- Verzeille
- Villefloure